# Потешная кукла

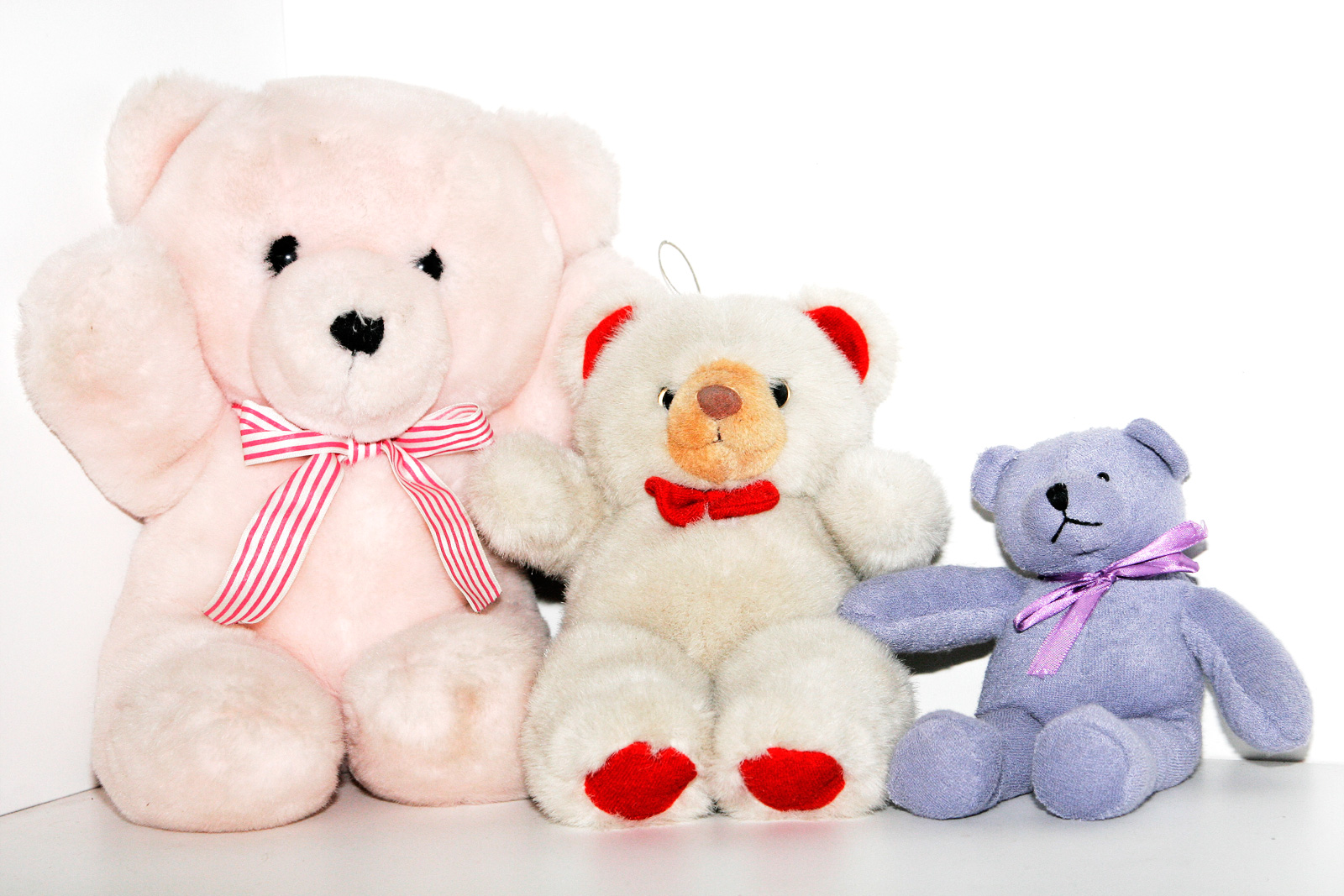
Современные плюшевые мишки

Потешная кукла — кукла, предназначенная для детской игры, развлечения, весёлого времяпровождения. Согласно реконструкции, подобного рода игрушки ведут происхождение от обрядовых, магических практик. На основе изучения древних традиций, сохранившихся у народов Америки, Австралии, Северо-Восточной Евразии, предполагается, что первоначально они были предметами, которые использовались в обрядах, ритуалах. В данном случае участникам дозволялось на них только смотреть и то непродолжительное время. Позднее куклы становятся более активными участниками ритуала, а далее переходят уже в область детской игры. Французский писатель Шарль Нодье отстаивал игровое начало генезиса куклы: «Однажды в давно минувшие времена маленькая сестра Каина и Авеля взяла в первый раз в руки ветку, завернула её в листок и стала качать на руках. Её мать Ева кормила, поила, баюкала, утешала её, а она баюкала, утешала и кормила это воображаемое существо». Ему возражал французский историк театра кукол Шарль Маньен (Charles Magnin; 1793–1862), который отмечал: «Первой куклой, скорее, явился деревянный пень, едва обработанный и выбранный отцом девочки — Адамом для детей в качестве идола». Историк и теоретик театра, искусствовед Борис Голдовский назвал интерпретации Нодье и Маньена ведущими начиная с XIX века. По его мнению, они скорее не взаимоисключающие, а дополняющие друг друга: «Вероятнее всего, верны обе теории происхождения кукол, так как и обрядовая, магическая, и игровая функции для кукол являются неотъемлемыми их качествами».
Массовое распространение потешных кукол связывают с возникновением примерно в XIV веке в немецких землях производства недорогих деревянных, а позже из папье-маше (папковые) и фарфоровых (бисквитные) кукол. Многие из них с учётом стоимости скорее можно отнести к сувенирным товарам. С учётом стоимости и престижности французские куклы XIX века («Брю», «Дом Юрэ», «Жюмо», Л. Ромэ, «Готье», «Стейне) скорее можно отнести к интерьерным, чем игровым. Большую доступность для потребителя связывают с изобретением и внедрением в XX веке в производство таких материалов, как целлулоид, винил и других дешёвых пластиков. С временем рынок потешных кукол подвергся монополизации и их выпуск сконцентрировался в руках крупных международных производителей. 